# Oerlikon Millennium 35mm
De Oerlikon Millennium 35mm is een multimissie-nabijheidsverdedigingssysteem tegen aanvallende gevechtsvliegtuigen, antischeepsraketten, boten en landdoelwitten voor installatie op marineschepen.
Het werd midden jaren 1990 ontwikkeld door het Zwitserse Oerlikon Contraves en mede in licentie geproduceerd door Lockheed Martin. Het systeem is in gebruik bij de Deense marine. De Amerikaanse marine heeft het getest maar niet aangekocht.

## Systeem
Het Millennium-systeem bestaat uit een 360° draaibare toren met kanon en munitie en wordt op afstand aangestuurd door en is compatibel met alle moderne of oudere vuurcontrolesystemen en sensoren.
Het is een multimissie systeem dat zowel op open zee als in kustgebieden en rivierwateren ingezet kan worden.
Het is dan ook specifiek geschikt voor kleinere gevechts- en patrouilleboten.
Het effectieve bereik van het 35mm-snelvuurkanon is afhankelijk van het doelwit:
- 1,5 km tegen laagvliegende antischeepsraketten,
- 2 km tegen kruisraketten,
- 3,5 km tegen vliegtuigen en helikopters.

## Munitie
| Type   | Omschrijving                                 | Gewicht granaat | Gewicht projectiel | Lengte granaat | Loopsnelheid |
| ------ | -------------------------------------------- | --------------- | ------------------ | -------------- | ------------ |
| HEI    | hoogexplosief brandstichtend                 | 1,58 kg         | 0,55 kg            | 38,7 cm        | 1175 m/s     |
| APDS-T | pantserdoorborend met losse manchet          | 1,445 kg        | 0,38 kg            | 34 cm          | 1440 m/s     |
| AHEAD  | geavanceerde raakefficiëntie en vernietiging | 1,77 kg         | 0,75 kg            | 38,7 cm        | 1050 m/s     |

Met een magazijn van 252 patronen zou het wapen 10 tot 20 doelwitten kunnen aanvallen.
Het meest gebruikte type munitie is AHEAD.
Dit type granaat bevat 152 wolfraam-cilindertjes van 3,3 gram elk die in nabijheid van het doelwit een kegelvormige wolk vormen om zo de vitale onderdelen van het doelwit te beschadigen.